# Roxas (Isabela)
Roxas is een gemeente in de Filipijnse provincie Isabela in het noordoosten van het eiland Luzon. Volgens de laatste officiële telling uit 2000 had de gemeente een inwonertal van 48.929 mensen verdeeld over 9896 huishoudens.

## Geografie

### Bestuurlijke indeling
Roxas is onderverdeeld in de volgende 26 barangays:
| - Anao - Bantug - Doña Concha - Imbiao - Lanting - Lucban - Luna - Marcos - Masigun - Matusalem - Muñoz East - Muñoz West - Quiling | - Rang-ayan - Rizal - San Antonio - San Jose - San Luis - San Pedro - San Placido - San Rafael - Simimbaan - Sinamar - Sotero Nuesa - Villa Concepcion - Vira |